# Дебабов, Владимир Георгиевич
Влади́мир Гео́ргиевич Деба́бов (р. 17 октября 1935, Москва) — советский и российский микробиолог. Академик РАН (2013). Внёс существенный вклад в развитие биотехнологии и генной инженерии; первым использовал методы генной инженерии для создания промышленных штаммов микроорганизмов.

## Биография
Научную деятельность начал в лаборатории химии белка Института органической химии им Н. Д. Зелинского АН СССР в 1958 г. после окончания химического факультета МГУ им. М. В. Ломоносова. Важнейшее достижение этого периода — синтез полипептида (глицил-пролил-оксипролина)n, структура которого оказалась изоморфной природному коллагену. Эта работа, отмеченная в отчёте Академии Наук СССР за 1961 г., как одно из значительных достижений отечественной науки, была неоднократно воспроизведена в ряде лабораторий в нашей стране и за рубежом. В 1963 г. Дебабов В. Г. защитил диссертацию на соискание учёной степени кандидата химических наук на тему: «Синтетическое моделирование структуры коллагена».
С 1964—1968 г. Дебабов В. Г. возглавлял группу сотрудников Радиобиологического отдела Института атомной энергии им. И. В. Курчатова, где принял участие в разработке технологии ферментации и очистки кормовой аминокислоты L-лизина, пуске опытных установок в г. Москве, в г. Унгены (Молдавской ССР) и первого завода по производству L-лизина в г. Черенцеване (Армянская ССР). На данную работу получено 15 патентов (авторских свидетельств). В этот же период Дебабовым В. Г. были проведены исследования, направленные на изучение гистонов и структур дезоксинуклеопротеидных комплексов ядер эукариот, по результатам которых в 1975 году им была защищена диссертация на соискание степени доктора биологических наук на тему: «Исследование хромосомного дезоксинуклеопротеида и модельных комплексов».
В 1968 г. на базе Радиобиологического отдела Института атомной энергии им. И. В. Курчатова был образован Государственный научно-исследовательский институт генетики и селекции промышленных микроорганизмов (в настоящее время — ФГУП «ГосНИИгенетика»), куда директор нового института С. И. Алиханян, пригласил Дебабова В. Г. на должность заведующего лабораторией биохимии. С этого времени научные интересы Дебабова В. Г. сосредотачиваются на вопросах молекулярной генетики, энзимологии генетических процессов: выполнены работы по изучению белков, расплетающих ДНК, изучению свойств мутантов РНК-полимеразы E. сoli, изучается роль белков 46 и 47 фага Т4.
С 1974 г. в руководимой Дебабовым В. Г. лаборатории начались исследования, направленные на освоение и развитие генной инженерии и практическому использованию этой методологии: сконструированы первые в СССР рекомбинантные плазмидные ДНК; осуществлено прямое клонирование фрагментов бактериальной хромосомы (впоследствии метод получил название «шот-ган» эксперимент); разработаны оригинальные методы оптимизации экспрессии генов, включая конструкции с перекрывающимися кодонами терминации и инициации транскрипции («оверлопоны»). За работы по клонированию в клетках E. сoli полного структурного гена проинсулина рыб, выделению новых рестриктаз и за развитие методологии генной инженерии в 1981 г. Дебабов В. Г. удостоился премии Совета Министров СССР.
В 1977 г. Дебабов В. Г. стал директором ГосНИИгенетики и руководил институтом до 2006 года, после чего остался в нём в качестве научного руководителя.
Фундаментальные молекулярно-биологические, генетические и генно-инженерные исследования позволили Дебабову В. Г. сформулировать принципы современной селекции, практическая реализация которых привела к созданию промышленных штаммов микроорганизмов-продуцентов, многие из которых являются лучшими в мире. Так, под руководством Дебабова В. Г. созданы штаммы-суперпродуценты L-треонина, L-гомосерина, а затем и других аминокислот медицинского и кормового назначения. Продуцент L-треонина в то время был первым в мире рекомбинантным штаммом, используемым в крупнотоннажной микробиологической промышленности и в настоящее время все мировое производство L-треонина, (в США, Франции, Японии, Чехии) основано на этом штамме и его производных. Под руководством Дебабова В. Г. создан первый в мире рекомбинантный продуцент интерферона α2 человека и ряд генно-инженерных штаммов, синтезирующие белки медицинского назначения — лейкоцитарные (hIFN-α2, hIFN-αF, hIFN-αI1), фибробластный (hIFNβ) интерфероны человека, интерлейкины человека (hIL-1α, hIL-1β, hIL-1ra, hIL-2, hIL-3, hIL-4 hIL-6, hIL-8, hIL-10) и другие. На основе продуцента интерферона α2 человека разработано первое в нашей стране генно-инженерное лекарство, которое и сейчас под разными коммерческими названиями выпускается в России и за рубежом. В 1985 г. за эту работу Дебабов В. Г. награждён Ленинской премией.
В 1987 г. Дебабов В. Г. был избран членом-корреспондентом АН СССР по специальности «биотехнология, генная инженерия». В 1990 г. Дебабов В. Г. избран академиком РАСХН.
С 1987 г. по инициативе Дебабова В. Г. в ГосНИИгенетике и в филиале института в г. Саратове проводились исследования, направленные на разработку биокаталитического способа получения акриламида из акрилонитрила, которые завершились созданием лучшей в мире технологии получения акриламида и созданием крупнотоннажного производства. За эту работу, которая является первым шагом вклада биотехнологии в крупнотоннажную химию в России, Дебабов В. Г. удостоен Премии Правительства РФ по науке и технике за 1996 г. Процесс защищен патентами в ряде европейских стран, США, Австралии, используется на заводах в России и в Корее.
В последние годы в лаборатории, возглавляемой Дебабовым В. Г., проводятся работы, направленные на создание технологии получения материалов с уникальными свойствами из белков паутины, получены рекомбинантные дрожжи и растения, экспрессирующие аналоги белков паутины, на основе которых созданы первые образцы нитей и плёнок.
Дебабов В. Г. является автором более 300 научных статей и 80 патентов (из них 15 — зарубежных). Под его руководством выполнено 25 кандидатских и 4 докторских диссертации.
В настоящее время Дебабов В. Г. ведёт научно-организационную, преподавательскую, общественную и публицистическую деятельность. В течение многих лет Дебабов В. Г. — председатель Учёного совета ГосНИИгенетика, член совета по присуждению кандидатских и докторских диссертаций института Молекулярной биологии РАН, избран в руководящие органы Всероссийского микробиологического общества, общества генетиков и селекционеров им. Н. И. Вавилова, является главным редактором журнала «Биотехнология», более 20 лет — заместителем главного редактора журнала «Молекулярная биология», членом редколлегии журнала «Микробиология».

## Награды и премии
- Премия Совета Министров СССР (1981)
- Орден Дружбы народов (25 июня 1981 года)
- Ленинская премия (1985)
- Премия Правительства Российской Федерации в области науки и техники (1995)
- Премия Правительства Российской Федерации в области науки и техники (25 февраля 2011)[6]
- Премия имени А.Н. Баха (РАН, 11 апреля 2023) — за цикл работ «Метаболическая инженерия Escherichia coli»
- Благодарность Президента Российской Федерации (5 февраля 2024) — за заслуги в развитии отечественной науки, многолетнюю плодотворную деятельность и в связи с 300-летием со дня основания Российской академии наук[7]